# Osterley Park
Osterley Park è una storica villa inglese circondata da un grande parco, situata nel Borgo di Londra di Hounslow, a sud della città.

## Storia

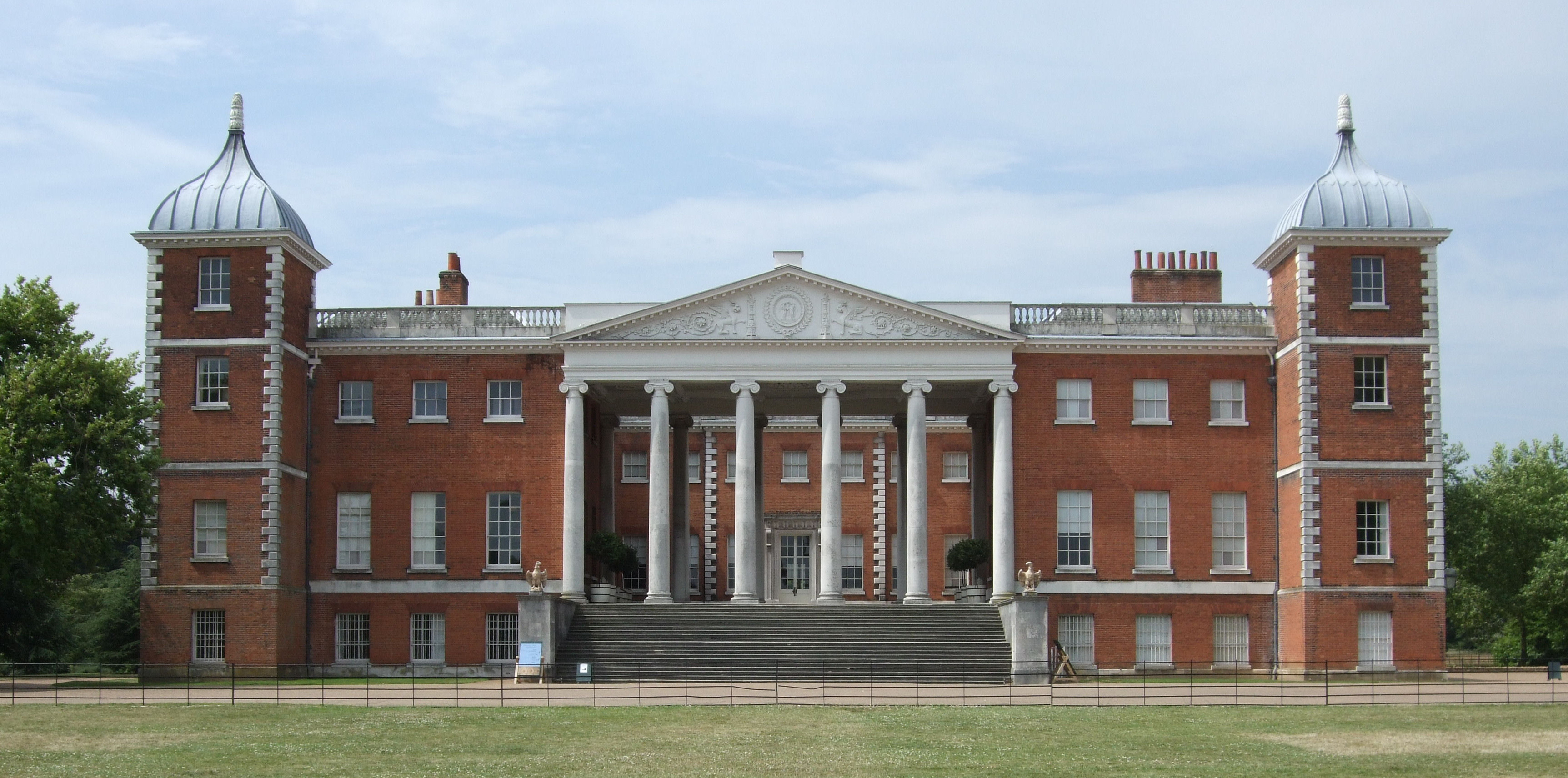
Facciata del Osterley Park nel 2009

L'originale Osterley House fu edificata per volere del banchiere Sir Thomas Gresham nel 1576, e la villa fu ristrutturata circa due secoli dopo, nel 1761, dall'architetto Robert Adam per Sir Francis Child, dirigente della banca Child & Co.. Dal 1805 fino al 1949, la villa stata il sede degli conti di Jersey. In epoca più recente la villa è diventata proprietà del National Trust.
La villa è stata impiegata come set per i film L'erba del vicino è sempre più verde (1960) diretto da Stanley Donen e per Il cavaliere oscuro - Il ritorno (2012), diretto da Christopher Nolan. Un muro dell'edificio è stato usato come sfondo per la copertina dell'album musicale Band on the Run (1973) dei Wings (gruppo musicale). La villa è comparsa inoltre in due episodi della serie 'Attenti a quei due' con Roger Moore e Tony Curtis.